# St. Nikolaus (Haguenau)

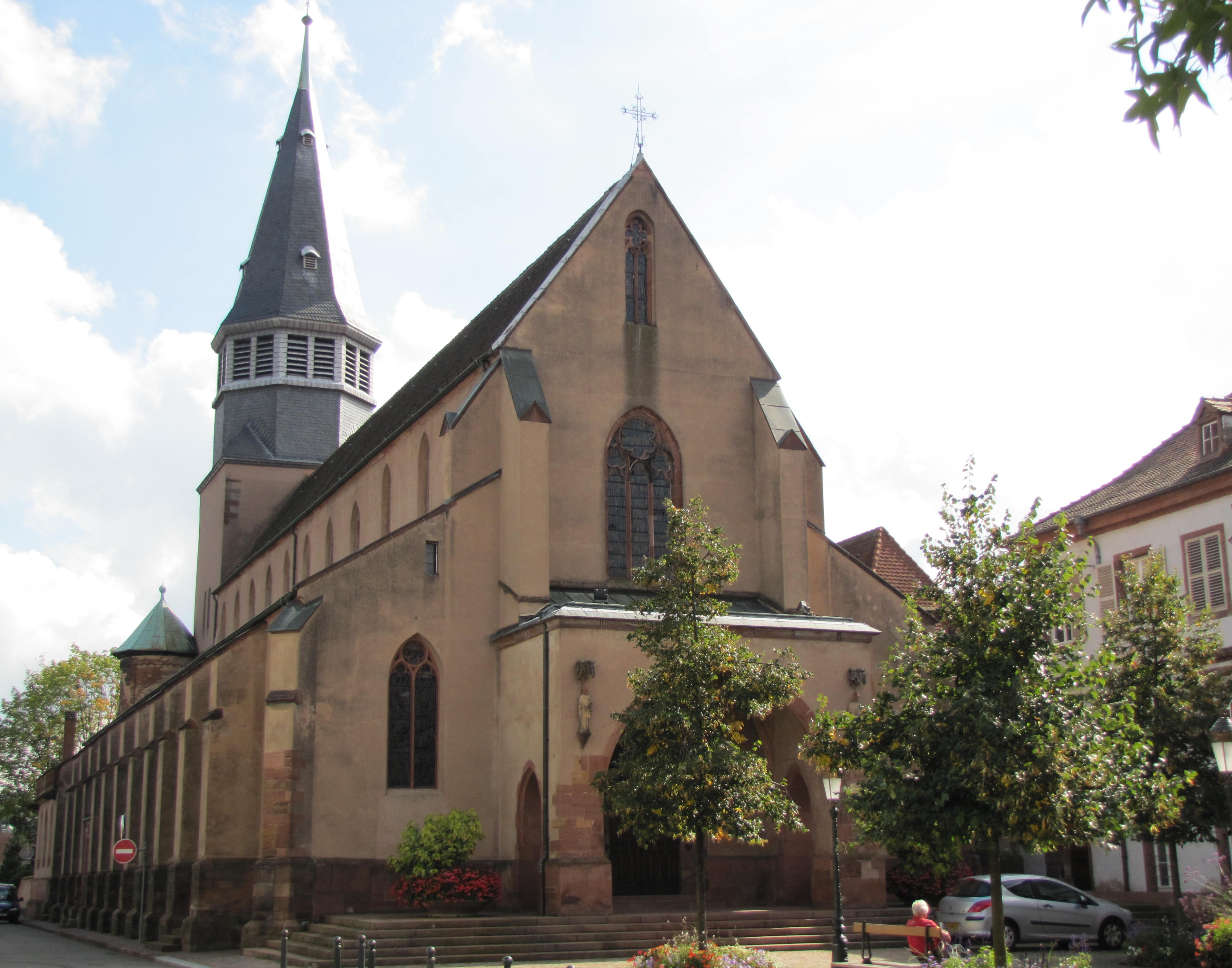
Vorderansicht

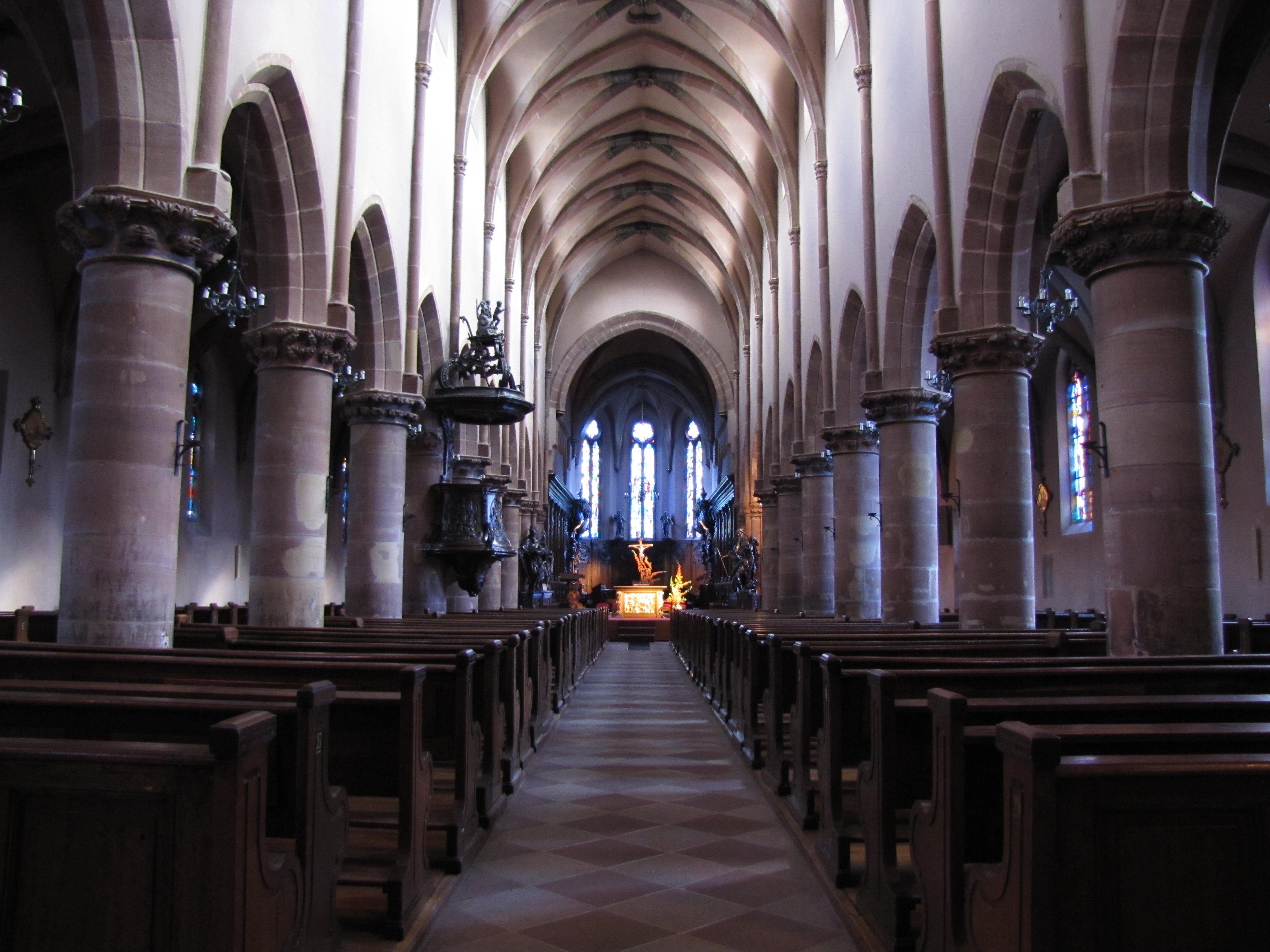
Langhaus

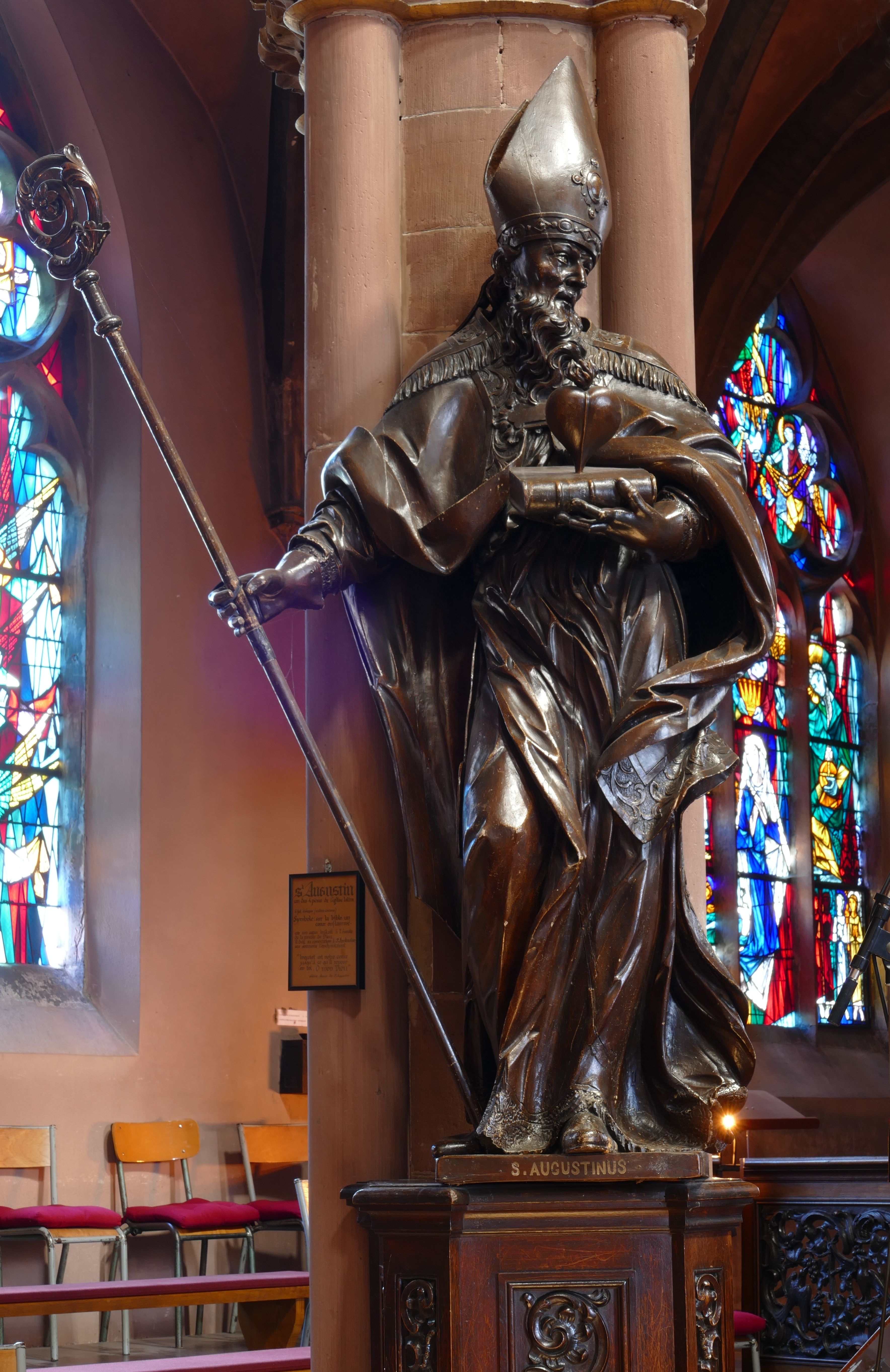
Lebensgroße Kirchenväterstatuen …

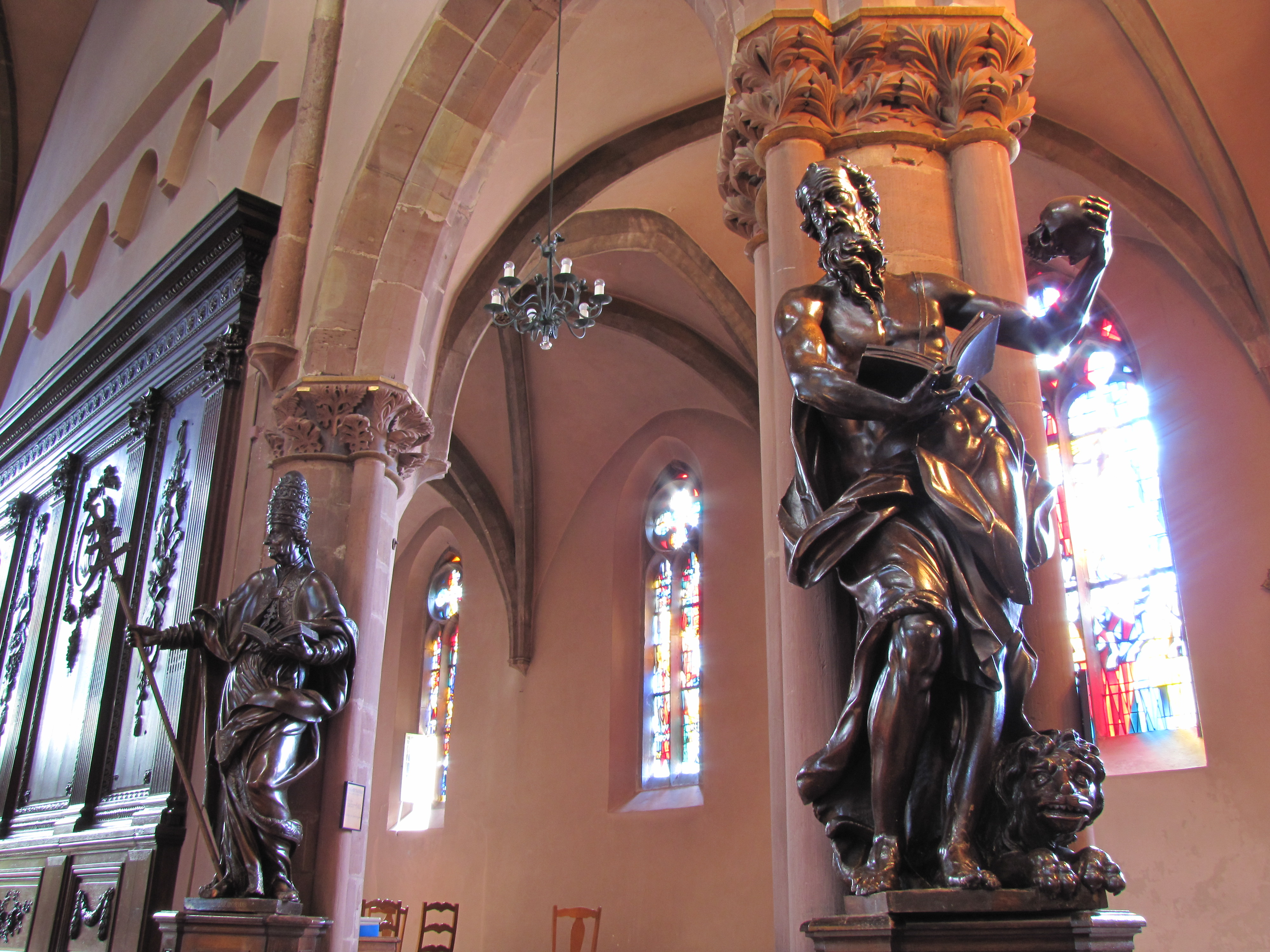
… aus dem Kloster Neubourg

Die Stadtpfarrkirche St. Nikolaus (frz. Église Saint-Nicolas) ist einer der bedeutendsten Sakralbauten der Stadt Haguenau im Elsass. Die Kirche ist seit 1930 Monument historique.

## Geschichte
Die Kirche wurde 1189 von Friedrich I. „Barbarossa“ als Spitalkirche gegründet und 1208 vom Straßburger Bischof, Heinrich II. von Veringen, zur Pfarrkirche erhoben. 1289 wurde mit der Errichtung des jetzigen, gotischen Gebäudes begonnen, dieses wurde im 15. Jahrhundert nach Osten hin verlängert. Die Kirche trug im Zweiten Weltkrieg erhebliche Schäden davon, wurde jedoch ab 1965 grundlegend restauriert.

## Ausmaße
Die bekannten Ausmaße der Kirche lauten wie folgt:
- Innenlänge: 55 Meter
- Innenbreite: 16 Meter
- Innenhöhe: 13 Meter
- Höhe des Glockenturms: 59 Meter

## Ausstattung
Die St. Nikolaus-Kirche ist bekannt für ihre in der näheren Umgebung einzigartige barocke Ausstattung: Chorgestühl, Orgelprospekt, Kanzel, lebensgroße Kirchenväterstatuen sowie weitere kleinere Skulpturen (Madonna mit Kind, segnender Gottvater, Abendmahlrelief) aus dunkel gefärbtem Lindenholz stammen aus dem im Zuge der Französischen Revolution aufgelösten und zerstörten Kloster Neubourg bei Dauendorf. Alle Werke weisen einen hohen Grad von Meisterlichkeit in der Ausführung und von Fantasie in der Gestaltung aus. Eine weitere Zierde des Sakralbaus ist ein gotisches Heiliges Grab von 1360, das sich ursprünglich in der Straßburger Stephanskapelle befand. Die Glasfenster sind modernen Stils.

### Orgel
Die Orgel verfügt über ein neues Orgelwerk aus dem Jahre 1987. Das Orgelgehäuse selbst stammt aus dem 18. Jahrhundert und ist als Monument historique geschützt. Es beherbergte ein Instrument, das 1747 von dem Orgelbauer Johann Georg Rohrer für die Zisterzienser-Abteikirche in Neubourg erbaut worden war. Dieses Instrument samt Gehäuse wurde 1804 nach Haguenau verkauft und in St. Nicolas aufgestellt. Nach mehreren Überarbeitungen und Reparaturen im Laufe des 19. und 20. Jahrhunderts war die Orgel im Jahre 1980 derart defekt, dass man sich für eine grundlegende Restaurierung des Orgelwerks durch den Orgelbauer Alfred Kern entschied.
| I Positif de Dos C–g3 |    |
| Bourdon               | 8′ |
| Montre                | 4′ |
| Flûte à cheminée      | 4′ |
| Doublette             | 2′ |
| Sesquialtera II       |    |
| Cymbale IV            |    |
| Cromorne              | 8′ |

| II Grand Orgue C–g3 |     |
| Bourdon             | 16′ |
| Montre              | 8′  |
| Bourdon             | 8′  |
| Gemshorn            | 8′  |
| Prestant            | 4′  |
| Flûte à cheminée    | 4′  |
| Doublette           | 2′  |
| Cornet V            |     |
| Fourniture IV       |     |
| Cymbale III         |     |
| Trompette           | 8′  |
| Clairon             | 4′  |
| Tremblant           |     |

| III Récit expressif C–g3 |       |
| Principal                | 8′    |
| Bourdon                  | 8′    |
| Flûte                    | 4′    |
| Cor de chamois           | 2′    |
| Larigot                  | 1 ⁄3′ |
| Piccolo                  | 1′    |
| Hautbois                 | 8′    |
| Tremblant                |       |

| Pédale C–f1    |     |
| Principal      | 16′ |
| Soubasse       | 16′ |
| Flûte          | 8′  |
| Prestant       | 4′  |
| Fourniture III |     |
| Bombarde       | 16′ |
| Trompette      | 8′  |
| Clairon        | 4′  |

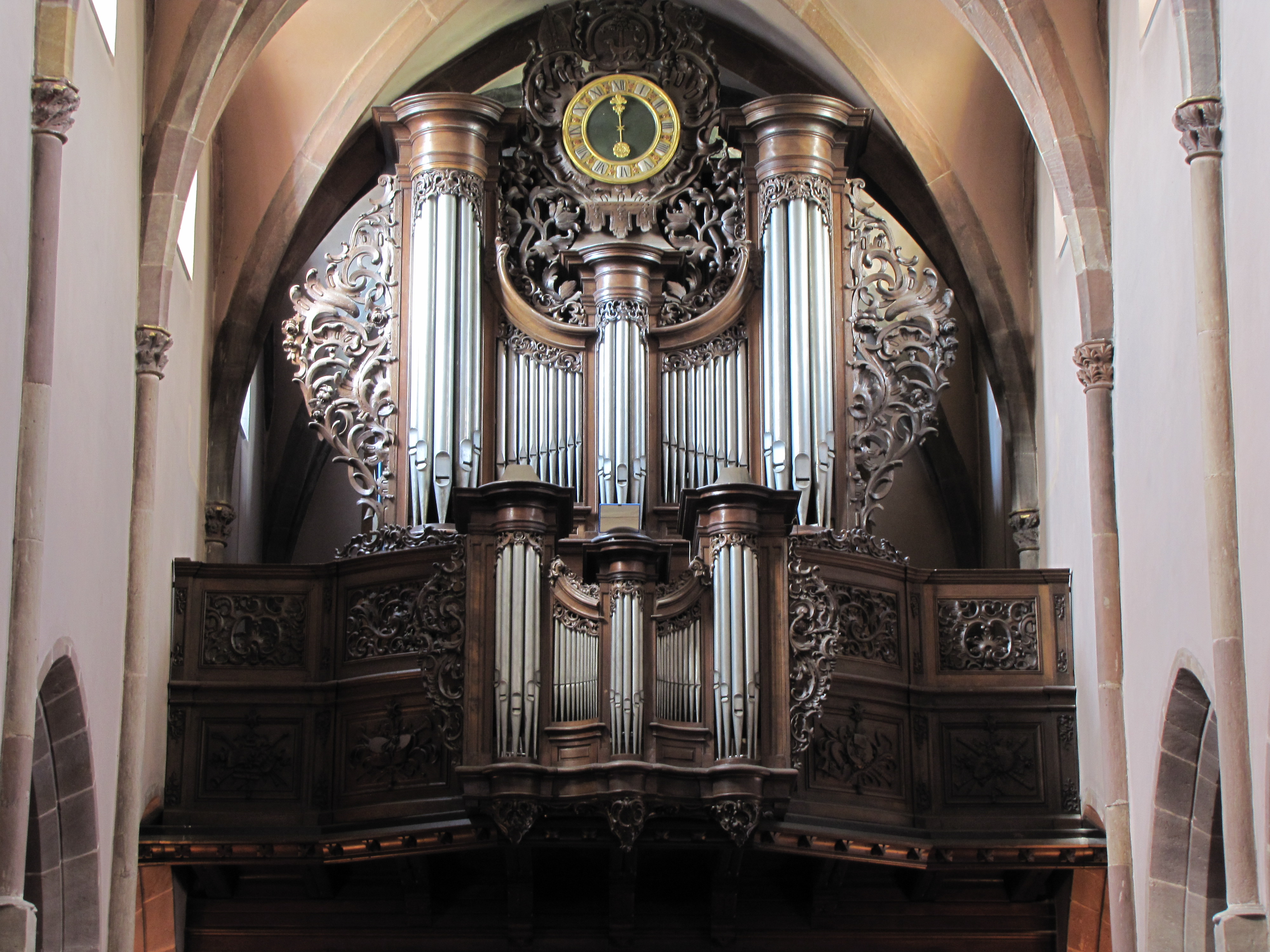
Blick auf die Orgel

- Koppeln: I/II, III/II, I/P, II/P, III/P

### Glocken
Die fünf Glocken gossen die Glockengießereien Heidelberg und Karlsruhe. Die drei großen Glocken aus dem Jahr 1972 bilden das Grundgeläut, die beiden kleineren (1983) das Zimbelgeläut.
| Nr. | Name                        | Gewicht (kg) | Schlagton |
| 1   | Christ Ressuscité           | 3210         | b0        |
| 2   | Marie Notre Dame de la Joie | 2120         | des1      |
| 3   | St Arbogast                 | 1293         | es1       |
| 4   | St Nicolas                  | 212          | ges2      |
| 5   | St Anges                    | 110          | b2        |